# Ґінодза
Ґінодза́ (яп. 宜野座村, ぎのざそん, МФА: [gʲinod͡za soɴ]?) — село в Японії, в повіті Куніґамі префектури Окінава.   Площа становить 31,32 км². Станом на 1 липня 2012 року населення складало 5494  осіб, густота населення — 175 осіб/км².   

Протягом 1429—1871 років територія села входила до складу Рюкюської держави. 1871 року остання була перетворена на японський автономний уділ Рюкю. 1879 року цей уділ анексувала Японська імперія, яка перетворила його на префектуру Окінава.